# مجموعة نهاية

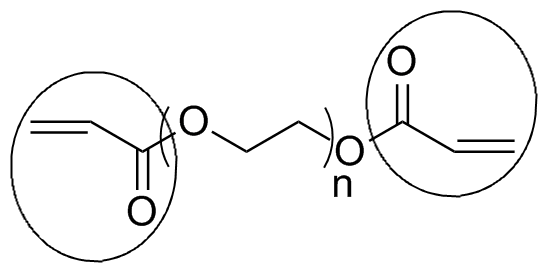

مجموعة نهاية في كيمياء البوليمرات وحدة أساسية في في الجزيئات الكبيرة والأوليجومرات. فمثلا مجموعة النهاية في البولي إستر PET هي مجموعة الكحول أو مجموعة حمض كربوكسيلي. ومن الممكن أن يكون لمجموعات النهاية في الجزيئات الكبيرة نشاطية خاصة في سير التفاعل. ( شاهد بوليمرات مطعمة) أو من الممكن أن يتم استخدام مجموعات النهاية لتحديد الكتلة المولية.